# LPS (gruppo musicale)
LPS (acronimo per Last Pizza Slice) è un gruppo musicale sloveno formato a Celje nel 2018 da Filip Vidušin, Gašper Hlupič, Mark Semeja, Zala Velenšek e Žiga Žvižej.
Hanno rappresentato la Slovenia all'Eurovision Song Contest 2022 con il brano Disko.

## Storia
I LPS si sono formati nel dicembre 2018 nell'aula di musica del liceo centrale di Celje, dove i componenti erano studenti. Inizialmente chiamati Last Pizza Slice, hanno successivamente abbreviato il loro nome con l'acronimo LPS.
Il 1º dicembre 2021 hanno preso parte al concorso canoro EMA Freš, arrivando in finale e ottenendo uno dei quattro posti riservati agli artisti emergenti a Evrovizijska Melodija 2022, il programma di selezione del rappresentante sloveno all'Eurovision Song Contest. Con il loro inedito, Disko, si sono qualificati per la finale, dove hanno ottenuto il maggior punteggio fra i dodici partecipanti, diventando di diritto i rappresentanti eurovisivi sloveni a Torino. Nel maggio successivo gli LPS si sono esibiti durante la prima semifinale della manifestazione europea, dove si sono piazzati all'ultimo posto su 17 partecipanti con 15 punti totalizzati, non riuscendo a qualificarsi per la finale.

## Formazione
Attuale
- Filip Vidušin – voce (2019-presente)
- Gašper Hlupič – batteria (2019-presente)
- Zala Velenšek – basso elettrico, sassofono (2021-presente)
- Žiga Žvižej – tastiera elettronica (2018-presente)
- Martin Mutec – chitarra elettrica (2023-presente)

Ex componenti
- Mark Semeja – chitarra elettrica (2021-2023)

## Discografia

### EP
- 2021 – Live from Siska

### Singoli
- 2022 – Silence in My Head
- 2022 – Disko
- 2023 – Osem korakov
- 2023 – Insomnia
- 2024 – Počakaj me